# Anexión de Donetsk, Lugansk, Jersón y Zaporiyia a Rusia
La anexión de Donetsk, Lugansk, Jersón y Zaporiyia a Rusia es el proceso de incorporación de las autoproclamadas Repúblicas Populares de Donetsk y Lugansk, y los óblasts de Jersón y Zaporiyia —cuatro óblast (regiones) de Ucrania parcialmente ocupadas durante la invasión rusa de 2022— como sujetos federales de la Federación de Rusia. Ninguna de las provincias estaba totalmente bajo control ruso en el momento de la declaración, ni desde entonces. Aún limitándose a las áreas que entonces estaban bajo control ruso (unos 90 000 kilómetros cuadrados o el 15 % del territorio de Ucrania), la anexión es la mayor en Europa desde la Segunda Guerra Mundial. 
La anexión se produjo después de que días antes se celebraran referendos no reconocidos internacionalmente, organizados por las autoridades de ocupación rusas en territorios donde las hostilidades estaban en curso y gran parte de la población había huido.  Ocurrió siete meses después del inicio de la invasión y menos de un mes después del inicio de la contraofensiva ucraniana en Járkov. La ceremonia de firma se llevó a cabo en el Gran Palacio del Kremlin en Moscú en presencia de los jefes de las autoridades de ocupación Leonid Pásechnik, Denís Pushilin, Yevgueni Bálitski y Volodímir Saldo, y el presidente ruso Vladímir Putin. 
La anexión fue oficializada por el gobierno de Vladímir Putin el 30 de septiembre de 2022, en plena invasión a Ucrania, y no ha sido reconocida por casi unanimidad de la comunidad internacional, con la excepción de Corea del Norte y Siria. La anexión de los territorios mencionados fue ratificada por la Duma Estatal el 3 de octubre de 2022, por el Consejo de la Federación un día después y finalmente promulgada por Putin el 5 de octubre de 2022. En respuesta el presidente ucraniano, Volodímir Zelenski, dijo en respuesta que Ucrania solicitaría unirse a la OTAN de forma acelerada.

## Antecedentes
Vastas regiones al norte del mar Negro estaban dispersamente pobladas y eran conocidas como los Campos Salvajes. En el siglo XV, toda el área de la costa norte del mar Negro cayó bajo control del kanato de Crimea, el cual se convirtió en un vasallo del imperio otomano. El Imperio ruso gradualmente fue ganando control del área en el siglo XVIII, firmando tratados de paz con el hetmanato cosaco y con el Imperio otomano al finalizar las guerras ruso-turcas. El nombre Novoróssiya ("Nueva Rusia") entró en uso oficial en 1764. Posteriormente se expandió por la anexión del Sich de Zaporiyia en 1775.
Los cuatro óblasts en el sur y este de Ucrania se originaron de las gobernaciones de Yekaterinoslav, Jersón, Táurida y Járkov y del óblast del Voisko del Don del Imperio ruso. Fueron reorganizados a lo largo de los años durante el régimen comunista cuando Ucrania era parte de la Unión Soviética. Las fronteras permanecieron estáticas después de que Ucrania se independizó en 1991. Las cuatro regiones votaron abrumadoramente a favor de la independencia de Ucrania durante el referéndum de 1991.
En febrero y marzo de 2014, Rusia se anexionó Crimea mediante la celebración de un referéndum en el que supuestamente el 96% de la población local votó a favor de la anexión, mientras los tártaros de Crimea lo boicotearon. La anexión fue mayormente no reconocida a nivel internacional y condenada por la Asamblea General de las Naciones Unidas.

### Repúblicas Populares de Donetsk y Lugansk
En 2014, estallaron en Ucrania las protestas del Euromaidán, en las que los ucranianos favorables a la integración del país con la Unión Europea derrocaron el gobierno de Víktor Yanukóvich, favorable a la integración con Rusia. Los rusos y los ucranianos favorables a la integración con Rusia respondieron con una serie de protestas, que culminarían en la proclamación de independencia de la República Popular de Donetsk el 7 de abril de 2014 y la República Popular de Lugansk el 27 de abril de 2014, de los cuales posteriormente se celebraron sus respectivos referéndums de independencia de Donetsk y Lugansk el 11 de mayo de 2014. reconociendose mutuamente su independencia y solo obteneindo el reconocimiento de Osetia del Sur.
El 22 de mayo de 2014, proclamaron la creación de la República Confederal de Nueva Rusia, la cual solo fue reconocida internacionalmente por Osetia del Sur.
El 21 de febrero de 2022, Rusia reconoce su independencia. El 29 de junio de 2022, Siria reconoció su independencia. El 13 de julio de 2022, Corea del Norte reconoció su independencia.
El 19 de septiembre, las cámaras públicas de las Repúblicas Populares de Donetsk y Lugansk apelaron a sus jefes de Estado con una solicitud para celebrar "inmediatamente" un referéndum sobre la adhesión a Rusia. Pronto, la Duma Estatal Rusa anunció que se celebraría un referéndum sobre la adhesión de la RPL a Rusia en otoño "en un futuro próximo".
El 20 de septiembre, el Consejo Popular de la República Popular de Lugansk programó un referéndum sobre la entrada de la república en Rusia como sujeto federal del 23 al 27 de septiembre. Poco después, el Consejo Popular de la República Popular de Donetsk anunció que el referéndum sobre la entrada de la RPD en la Federación Rusa se llevaría a cabo en las mismas fechas del 23 al 27 de septiembre.

### Óblast de Jersón
El 12 de marzo, funcionarios ucranianos afirmaron que Rusia planeaba organizar un referéndum en Jersón para establecer la República Popular de Jersón, similar a la República Popular de Donetsk y la República Popular de Lugansk. Serguéi Jlan, líder adjunto del Consejo del óblast de Jersón, afirmó que el ejército ruso llamó a todos los miembros del consejo y les pidió que cooperaran. Más tarde ese día, el Consejo del Óblast de Jersón aprobó una resolución declarando que el referéndum propuesto sería ilegal.
El 11 de mayo de 2022, Kiril Stremoúsov, subjefe de la administración militar-civil de Jersón, anunció su disposición a enviar al presidente Vladímir Putin con una solicitud para que el óblast de Jersón se uniera a la Federación de Rusia, y señaló que no se crearía la "República Popular de Jersón" o referéndums sobre esta materia. Al comentar sobre estas declaraciones, el secretario de prensa de Putin, Dmitri Peskov, dijo que este tema debe ser decidido por los habitantes de la región y que "estas decisiones fatídicas deben tener un trasfondo legal absolutamente claro, una justificación legal, ser absolutamente legítimo, como fue el caso con Crimea".
En junio de 2022, Stremoúsov, en un mensaje de video en el canal de Telegram, dijo que la región de Jersón comenzó a prepararse para un referéndum para unirse a Rusia. El referéndum iba a ser preparado por el partido pro-Putin Rusia Unida, pero los miembros huyeron de la región a finales de julio después de que las fuerzas ucranianas bombardearan el puente de la carretera Antónovka. Las autoridades de la región ocupada del Óblast de Zaporiyia no han descartado la posibilidad de un referéndum conjunto.
El 5 de septiembre, Stremoúsov anunció que el referéndum en óblast de Jersón se había pospuesto por "razones de seguridad". El 7 de septiembre, Andréi Turchak, secretario general del partido Rusia Unida, declaró que "sería correcto y simbólico" celebrar los referéndums en la Ucrania ocupada por Rusia el 4 de noviembre, Día de la Unidad de Rusia, Stremoúsov afirmó que se harían preparativos para esta fecha, "incluso si estamos listos para que este referéndum se lleve a cabo ahora mismo".
El 20 de septiembre, Vladímir Saldo, Jefe de la Administración Militar-Civil del óblast de Jersón, anunció que el referéndum sobre la entrada del óblast de Jersón en Rusia se llevará a cabo del 23 al 27 de septiembre.
Según las cifras publicadas por la sección regional de Jersón de la Comisión Electoral Central, el 87,05% de los votantes apoyó la anexión a la Federación Rusa, con un 12,95% en contra, con una participación del 76,86%.

### Óblast de Zaporiyia
En julio de 2022, Yevgueni Bálitski firmó una orden para que la Comisión Electoral Central de Zaporiyia comenzara a investigar la posibilidad de un referéndum para que la región se uniera a la Federación de Rusia.
El 8 de agosto de 2022, el jefe de la administración militar-civil del óblast de Zaporiyia, Yevgueni Bálitski, firmó una orden sobre la preparación de la organización del referéndum. Esta decisión fue apoyada por unanimidad por 1500 delegados del foro del movimiento "Estamos Juntos con Rusia ", que se celebró el mismo día en Melitópol. Esto fue respaldado por la administración militar-civil. La fecha del referéndum sobre la entrada de la región de Zaporiyia en Rusia se determinará "tan pronto como se garantice su seguridad y libertad de expresión", dijo a los medios Vladímir Rógov, miembro del consejo principal de la administración regional.
El 11 de agosto de 2022, las autoridades de la región ocupada expresaron su deseo de celebrar el referéndum el 11 de septiembre de 2022.
El 26 de agosto de 2022, comenzó a funcionar la Comisión Electoral para la preparación de un referéndum.
El 22 de septiembre, el Jefe de la Administración Militar-Civil del Óblast de Zaporiyia, Yevgueni Bálitski, anunció que el referéndum sobre la entrada del Óblast de Zaporiyia en Rusia se llevaría a cabo del 23 al 27 de septiembre.
El 27 de septiembre, los funcionarios rusos de la Comisión Electoral Central en Zaporiyia anunciaron que el referéndum fue aprobado, con el 93,11% de los votos a favor de unirse a la Federación de Rusia. El nombre oficial pasó del ucraniano (Zaporíyia) al ruso (Zaporóye). Según los datos proporcionados por la comisión, el apoyo a la anexión fue del 90,01% en el Raión de Melitópol, mientras que en su centro administrativo, Melitópol, fue del 96,78%.

### Independencia de Jersón y Zaporiyia
El 29 de septiembre de 2022, Rusia reconoce como Estados independientes a Jersón y Zaporiyia, alegando que "teniendo en cuenta la voluntad del pueblo y de conformidad con los principios y normas del Derecho Internacional, así como reconociendo y confirmando el principio de la igualdad de derechos y la libre determinación de los pueblos, consagrado en la Carta de la ONU". Dicha "independencia" no fue reconocida por ningún otro Estado; y es ampliamente aceptada como un paso protocolario para la anexión, por parte de Rusia, de dichos territorios.

## Referéndum de anexión
Bajo la ocupación de las Fuerzas Armadas rusas en parte del territorio ocupado de Ucrania desde de la invasión rusa de 2022,  se organizaron referéndums para la adhesión a Rusia. Desde el inicio de la invasión a gran escala de Ucrania, se preparó y planeó la anexión de los territorios previamente ocupados en las regiones de Donetsk y Lugansk (en forma de las autoproclamadas y títeres RPD y RPL), así como de las regiones ocupadas de Jersón, Járkov y Zaporiyia, siendo la anexión parte del plan ruso. Las fechas propuestas dadas para estos eventos fueron inestables debido a las batallas en curso, la pérdida de territorio que Rusia había ganado previamente y la tenue seguridad. Previamente, el 11 de septiembre, tras la contraofensiva ucraniana, se había anunciado que estos referéndums se pospondrían «indefinidamente». Desde el punto de vista legal, los referéndums celebrados son fraudulentos y no tienen validez jurídica.
Los fraudulentos referéndums en los territorios ocupados de Ucrania sobre la adhesión a la Federación Rusa fueron organizados por Rusia del 23 al 27 de septiembre de 2022 en las partes ocupadas de cuatro regiones ucranianas. Rusia no tenía un control total sobre ninguna de estas regiones: Donetsk estaba ocupada en un 60%, y en la región de Zaporiyia, las tropas rusas no controlaban más de la mitad del territorio, incluyendo su centro administrativo, la ciudad de Zaporiyia. En todos los municipios ocupados, los eventos siguieron un mismo patrón: sin garantía de confidencialidad y bajo la presencia de personas armadas.Tras la celebración de los referéndums, el 30 de septiembre Rusia anunció la anexión de estas regiones y escaló la guerra en Ucrania. Los referendos fueron condenados por la ONU y por numerosos países, que los consideraron una violación del derecho internacional.
Según la jefa de Asuntos Políticos de la ONU, Rosemary DiCarlo, estos «referendos» no pueden considerarse una expresión libre y democrática de la voluntad popular. Se llevaron a cabo en un contexto de terror impuesto por Rusia, con presión psicológica y persecución contra ciudadanos y activistas ucranianos, quienes fueron arrestados y enviados a prisiones, centros de tortura y campos de filtración.
En la televisión pública de Estados Unidos (PBS) afirman haber visto imágenes de televisión de una comitiva de funcionarios electorales acompañada de un policía armado con fusil de asalto. Medios de Reino Unido y Polonia afirman que las boletas las rellenaban soldados en lugar de los propios votantes, y que sólo se permitió un voto por hogar. Muestran imágenes de soldados con armas largas en las entradas de los centros de votación. Un medio de Polonia afirma que, con rifles, se captura a los residentes para obligarles a votar. Un medio ruso afirma que brigadas policiales y militares iban a recoger los votos casa por casa.
No existían estadísticas ni encuestas de opinión públicas e independientes sobre la actitud hacia los referendos en los territorios ocupados. Según encuestas cerradas realizadas por encargo de las autoridades rusas en julio de 2022 en los territorios ocupados de las regiones de Zaporiyia y Jersón, solo el 30 % de los encuestados apoyó la adhesión a Rusia. Sin embargo, los interlocutores de "Meduza" en la dirección rusa no veían un problema en el bajo nivel de apoyo a la anexión a Rusia y planeaban obtener el porcentaje necesario de votos por métodos administrativos En Donetsk y Lugansk, se decidió rechazar previamente en 2014 los referendos sobre la adhesión debido al bajo apoyo a la integración con Rusia: solo el 35 % estaba a favor, mientras que el 65 % se veía como parte de Ucrania.
Las administraciones de ocupación obligaban a la gente a votar: el principal método de votación era la visita casa por casa por militares rusos con urnas. Los residentes temían votar en contra o incluso negarse a participar en los referendos. Una residente de Energodar testificó sobre un caso en el que los soldados llenaban las papeletas ellos mismos basándose en una encuesta verbal También se amenazaba a la población local con despidos o recortes de salario y pensiones si no iban a votar, y existen testimonios de votos emitidos usando los documentos de identidad de gente exiliada a su nombre para inflar las votaciones a favor de un resultado. 

## Ceremonia

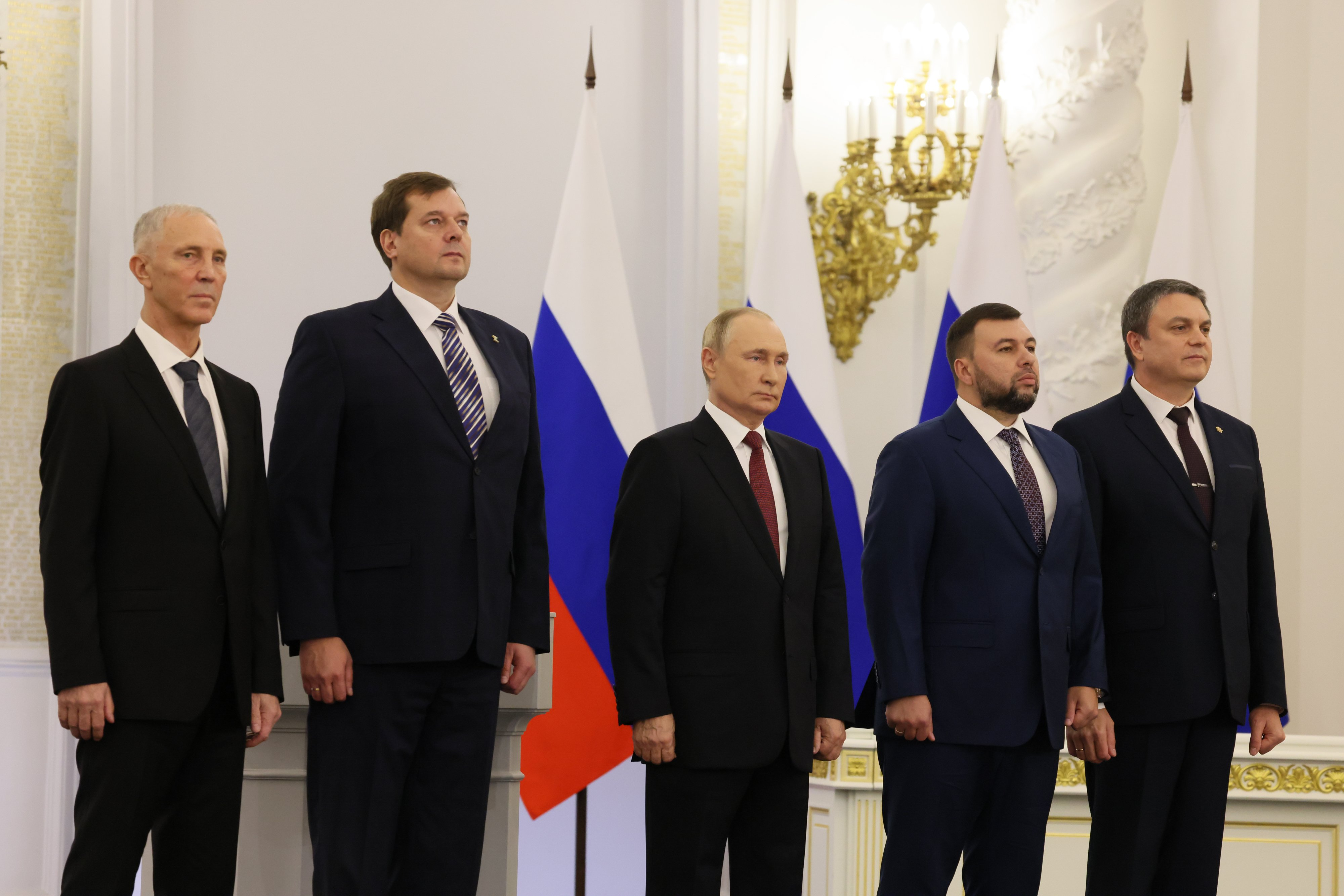
Vladímir Putin con los líderes de las regiones de Ucrania el 30 de septiembre de 2022

La anexión fue formalizada en Moscú el 30 de septiembre de 2022, en una ceremonia oficial que contó con la presencia de las autoridades de las cuatro regiones (Leonid Pásechnik, Denís Pushilin, Yevgueni Bálitski y Vladímir Saldo) y el presidente de Rusia Vladímir Putin. Tras la publicación de las leyes sobre su incorporación por el parlamento el 3 y el 4 de octubre, la anexión se produjo al día siguiente luego de la ratificación de las mismas por Putin. El secretario general de la ONU António Guterres declaró que la anexión no tiene «ningún valor legal y merece ser condenada».
Horas después de la anexión declarada, el ejército ucraniano recuperó varias localidades de la región de Donetsk como parte de la contraofensiva ucraniana de Járkov de 2022.

Mapa de los territorios anexados.

En el momento del proceso de anexión, a principios de octubre, las autoridades rusas declararon que la República Popular de Luhansk y la República Popular de Donetsk (denominadas colectivamente Donbás) mantendrían sus fronteras de 2014. También afirmaron que, en otros lugares, la nueva frontera rusa no está claramente definida y que se definiría en consulta con los residentes locales.  También se declaró que las partes del óblast de Mykoláiv controladas por Rusia se incorporarían a la provincia de Jersón, controlada por Rusia.
Rusia no controlaba la totalidad de las provincias de Donetsk, Lugansk, Jersón y Zaporiyia; en ese momento, poseía alrededor del 60% del óblast de Donetsk, la mayor parte del óblast de Lugansk, casi todo el óblast de Jersón y alrededor del 70% del óblast de Zaporiyia para el momento de la anexión. No controlaba casi nada del óblast de Mykoláiv, y recientemente había perdido todas las áreas que había controlado en el óblast de Járkov, excepto una pequeña parte. La inteligencia ucraniana reclamó documentos que mostraban que un referéndum de anexión planeado en la región de Járkov había sido cancelado como resultado de estas pérdidas.
No estaba claro si Rusia estaba reclamando las partes de las provincias nombradas que no mantiene bajo control militar. Las autoridades rusas declararon que toda la región de Donetsk sería tratada como parte de Rusia, y que la parte que no estuviera bajo control ruso sería "liberada". Las áreas que estaban controladas por Rusia en ese momento ascienden a aproximadamente el 15% del área total de Ucrania, más de 90 000 km² (35 000 millas cuadradas), aproximadamente el tamaño de Hungría o Portugal.

## Discurso de Vladímir Putin
El presidente ruso, Vladímir Putin, pronunció un discurso de 37 minutos ante ambas cámaras del parlamento ruso sobre la anexión de las provincias de Donetsk, Jersón, Lugansk y Zaporiyia a Rusia. Habló en el Salón de San Jorge del Gran Palacio del Kremlin en el Kremlin de Moscú.  El tono del discurso fue fuertemente antiestadounidense y antioccidental, hasta el punto de que los observadores lo describieron como su discurso más antioccidental hasta la fecha. 
Tras los resultados de los recientes referendos sobre la anexión de los territorios ocupados de Ucrania por parte de Rusia, que fueron condenados como farsas por observadores independientes y la comunidad internacional, Putin dijo que era la "voluntad de millones de personas" en estos territorios formar parte de Rusia y convertirse en ciudadanos rusos "para siempre". Citó el artículo 1 de la Carta de las Naciones Unidas como justificación de sus afirmaciones. 
En el discurso, Putin habló sobre el pasado colonial del mundo occidental, denunciando su "totalitarismo, despotismo y apartheid", y lo acusó de intentar crear un orden mundial neocolonial y unipolar.  Dijo que Occidente tenía la intención de destruir a Rusia como nación y llamó a "los círculos gobernantes del llamado Occidente" como "el enemigo",amenazando la religión y la moralidad, acusando a Occidente de satanismo. 
Putin también culpó a los "anglosajones" de las recientes fugas de gas de Nord Stream y dijo que el uso de armas nucleares por parte de Estados Unidos en Hiroshima y Nagasaki "sentó un precedente". 

## Reacciones
La Resolución A/ES-11/4 de la Asamblea General de las Naciones Unidas (denominada oficialmente: Integridad territorial de Ucrania: defensa de los principios de la Carta de las Naciones Unidas) fue aprobada el 12 de octubre de 2022, en respuesta a la anexión de territorios ocupados del sudeste de Ucrania por parte de Rusia.
La resolución condena el hecho de que Rusia haya organizado "referendos ilegales" en regiones situadas dentro de las fronteras de Ucrania reconocidas internacionalmente y el intento de anexión de las regiones ucranianas de Donetsk, Jersón, Lugansk y Zaporiyia tras haber organizado esos referendos, al considerarlos "una violación de la integridad territorial y la soberanía de Ucrania" e "incompatibles con los principios de la Carta".
La resolución se adoptó en la decimoprimera sesión de emergencia de la Asamblea General.
Solo dos países de las Naciones Unidas que son Corea del Norte y Siria han reconocido la anexión rusa de cuatro regiones parcialmente ocupadas de Ucrania.
Como resultado de la anexión y de los referendos fraudulentos anteriores, surgió un meme en Internet que retrataba una anexión satírica del óblast de Kaliningrado por parte de la República Checa como la "Región de Královec" (en checo: Královecký kraj).